# Mystery Girls
Mystery Girls es una comedia de situación estadounidense creada por Shepard Boucher y Tori Spelling, transmitida por ABC Family. Está protagonizada por Tori Spelling y Jennie Garth, se estrenó el 25 de junio de 2014.
En 8 de septiembre de 2014, la serie fue cancelada después de una temporada de 10 episodios.

## Argumento
Las series siguen Charlie y Holly, ex-estrellas de la serie detective americano. Ahora las mujeres tienen que enfrentarse a la verdadera realidad de la vida cotidiana en el descubrimiento de los secretos de penal.

## Elenco

### Elenco principal
- Tori Spelling como Holly Hamilton.
- Jennie Garth como Charlie Contour.
- Miguel Pinzon como Nick Diaz.

### Elenco recurrente
- Adam Mayfield como Michael, el marido de Charlie.

## Episodios
| N.º | Título | Director        | Guionista                              | Primera emisión      | Audiencia (en millones) |
| --- | ------ | --------------- | -------------------------------------- | -------------------- | ----------------------- |
| 1   | —      | Michael Lembeck | Elaine Aronson                         | 25 de junio de 2014  | 0.76                    |
| 2   | —      | Michael Lembeck | Shepard Boucher                        | 2 de julio de 2014   | 0.46                    |
| 3   | —      | Rob Schiller    | Sivert Glarum & Michael Jamin          | 9 de julio de 2014   | 0.58                    |
| 4   | —      | Andy Cadiff     | David Holden                           | 16 de julio de 2014  | No disponible           |
| 5   | —      | Bob Koherr      | Jay Baxter & Shaun Zaken               | 23 de julio de 2014  | 0.42                    |
| 6   | —      | Gil Junger      | Erica Spates & Sam Littenberg-Weisberg | 30 de julio de 2014  | 0.49                    |
| 7   | —      | Rob Schiller    | Andy Gordon                            | 7 de agosto de 2014  | 0.39                    |
| 8   | —      | Gil Junger      | Shepard Boucher                        | 13 de agosto de 2014 | 0.37                    |
| 9   | —      | Bob Koherr      | Sivert Glarum & Michael Jamin          | 20 de agosto de 2014 | 0.41                    |
| 10  | —      | Michael Lenbeck | Andy Gordon                            | 27 de agosto de 2014 | 0.54                    |